# Crashed
 (avril 2017).
Si vous disposez d'ouvrages ou d'articles de référence ou si vous connaissez des sites web de qualité traitant du thème abordé ici, merci de compléter l'article en donnant les références utiles à sa vérifiabilité et en les liant à la section « Notes et références ».
Crashed est un jeu vidéo sorti en septembre 2002 sur PlayStation 2 et en juin 2002 sur Xbox sous le titre Crash. Il a été développé et édité par Rage Software. Aux États-Unis, la version Xbox est sortie sous le nom Totaled!

## Système de jeu
Il s'agit d'un jeu de voitures d'action dans un genre à la manière de Destruction Derby. En effet, il ne s'agit pas de courses classiques, mais de stock-cars ou de cascades. Il est jouable à deux joueurs en écran séparé.
La conduite est orientée arcade. Le joueur choisit son véhicule, ainsi que la couleur de sa carrosserie, et participe au tournoi afin de remporter la victoire.
Les dégâts déforment la carrosserie au lieu de l'impact et l'on peut perdre des pièces comme le capot ou les portières. En général, en fin de course l'auto ressemble assez à une épave. Le véhicule a aussi un nombre de coup à encaisser avant sa destruction.